# Болотная лужанка
Болотная лужанка (лат. Viviparus contectus) — вид пресноводных брюхоногих моллюсков семейства живородок. Раковина высотой до 43 мм, по сравнению с лужанкой живородящей сильнее заострена на конце. Обитает в озёрах, прудах, иногда даже в лужах с чистой водой. Держится на дне. Распространена в Европе и Западной Сибири до Оби.